# Eopenthes ambiguus
Eopenthes ambiguus är en skalbaggsart som beskrevs av Blackburn 1885. Eopenthes ambiguus ingår i släktet Eopenthes och familjen knäppare. Inga underarter finns listade i Catalogue of Life.